# Järnväg i Finland

Finlands järnvägstrafiknät 2010. På sträckor markerade i grönt bedrivs reguljär persontrafik.

Finlands järnvägsnät är det nät som bildas av de olika banorna, som upprätthålls av den statliga myndigheten Trafikledsverket. Det finländska bannätet utnyttjas huvudsakligen av det statsägda VR. Nätet har bredspår, definierat som 1524 mm i Finland.
Den första järnvägen i Finland upprättades i maj 1862 och gick mellan Helsingfors och Tavastehus. 
År 2010 var det järnvägsnät som upprätthölls av banförvaltningscentralen 5 919 km långt, av vilka 51,9 % var elektrifierade. Den elektrifierade spårtrafiken täckte 65 % av all trafik. År 1982 var bannätverket ännu 6 041 km långt, men från och med 1996 har man stängt ner 381 km. Bannätverket är på de flesta ställen enspårigt, de viktigaste undantagen är de banor som går i regiontrafik i huvudstadsregionen, huvudbanans del Helsingfors–Riihimäki–Tammerfors, Riihimäki–Kouvola–Luumäki och direktbanan Kervo-Lahtis. Den högsta punkten på det nuvarande finländska bannätet (2006) befinner sig på Laurila-Kelloselkä-banan; där är höjden 249,82 meter över havet.
Bannätets viktigaste rutter är Helsingfors–Tammerfors–Uleåborg, Helsingfors–Kouvola–Sankt Petersburg och Helsingfors–Åbo. Det går både gods och passagerartrafik över gränsen till Ryssland. Det finns även godstrafik till och från Sverige, men godstrafiken måste lastas om på grund av skillnaden i spårvidd. Det finns ingen passagerartrafik med tåg över svenska gränsen. Det finns även godsvagnsfärjor till Sverige och Tyskland. Godstrafiken till/från Ryssland är betydligt intensivare än till/från något annat land.

## Operatörer
Det statsägda järnvägsbolaget VR har monopol på inrikes passagerartrafik. Bolaget Karelian trains ägs till hälften var av VR och ryska RZD, och äger de snabba passagerartågen som trafikerar mellan Helsingfors och Sankt Petersburg.
Inrikes godstrafik är öppnad för konkurrens sedan 2007, baserat på EU-direktiv. Det finska bredspåret, som skiljer sig från normalspåret i Europa begränsar dock konkurrensen. I blygsam omfattning finns andra inhemska godsoperatörer än VR, som Fenniarail och Ratarahti.

### Nattåg

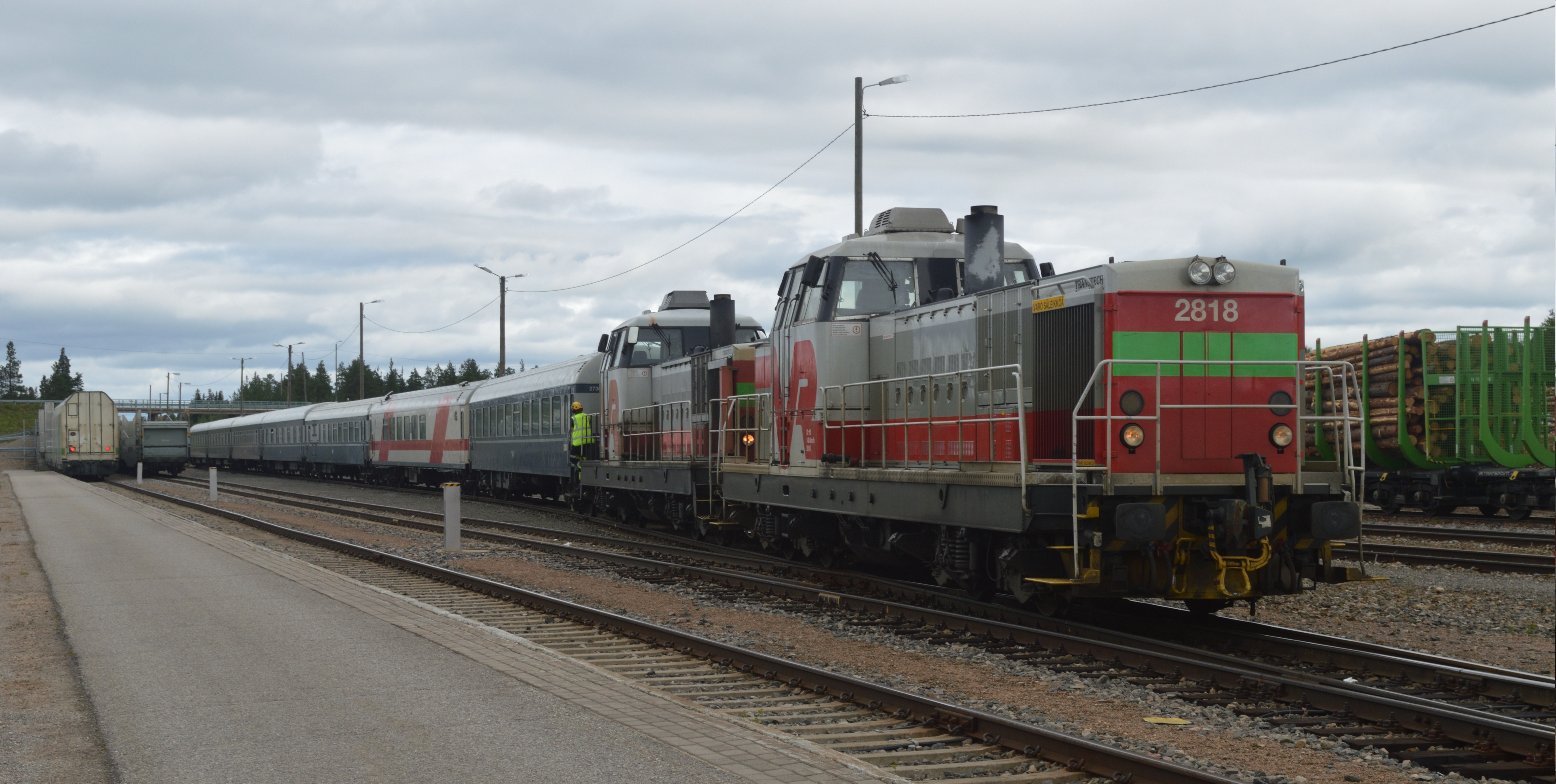
Nattåg i Kolari.

Nattåg från Helsingfors avgår varje dag året runt till Kemijärvi via Rovaniemi och tre gånger i veckan utom vintersäsongen till Kolari. Samtliga tåg har även bilvagnar och biltågstationer finns i Helsingfors (Böle), Tammerfors, Åbo, Uleåborg, Rovaniemi, Kemijärvi och Kolari. Sov- och bilvagnarna från Åbo kopplas till tåget i Tammerfors.
Till Kemijärvi och Rovaniemi är alla vagnar numera dubbeldäckare där i övre våningen är hytter utrustade med egen dusch och toalett. I nedre våningen däremot finns det en gemensam dusch och toalett samt en handikappanpassad hytt, hytter till kunder med husdjur och familjehytter. Det finns kostnadsfri WLAN-anslutning i hela tåget och eluttag i hytterna. I äldre tåg finns det inga av ovannämnda tjänster och tåg är inte heller handikappanpassade. Restaurangvagn finns i alla nattåg.
Nattågen till Moskva körs inte av finska VR utan av ryska järnvägarna RZD och utan biltransportvagnar.
- Helsingfors – Rovaniemi
- Helsingfors – Kolari
- Helsingfors – Moskva
- Helsingfors – Kemijärvi

## Järnvägar i Finland
| - Alberga stadsbana - Antreabanan - Borgåbanan - Brahestadsbanan - Elijärvis gruvbana - Fredrikshamnsbanan - Haapamäki-Björneborg-banan - Haapamäki-Jyväskylä-banan - Haapamäki-Seinäjoki-banan - Haapamäkibanan - Hangöbanan - Helsingfors-Riihimäki-banan - Huutokoski-Parikkala-banan - Hyvinge-Karis-banan - Idensalmi-Kontiomäki-banan - Idensalmi-Ylivieska-banan - Iisvesibanan - Ilomantsbanan - Jakobstadsbanan - Jockis museijärnväg - Joensuu-Kontiomäki-banan - Jyväskylä-Haapajärvi-banan - Jyväskylä-Pieksämäki-banan - Kaipolabanan - Kalkkimaabanan - Karelenbanan - Karhulabanan | - Kervo stadsbana - Kolaribanan - Kotkabanan - Kristinabanan - Kustbanan - Lahnaslampibanan - Lahtis direktbana - Lahtis-Heinola-banan - Lahtis-Kouvola-banan - Lamminniemibanan - Laurila-Kelloselkä-banan - Lojosjöbanan - Lovisabanan - Luumäkibanan - Mussalobanan - Nordsjö hamnbana - Nystadsbanan - Nådendalsbanan - Orivesi-Jyväskylä-banan - Otanmäkibanan - Otava hamnbana - Pankakoskibanan - Pieksämäki-Joensuu-banan - Pursialabanan - Pyhäkumpubanan - Raumobanan | - Riihimäki-Lahtis-banan - Riihimäki-Sankt Petersburg-banan - Riihimäki-Tammerfors-banan - Ringbanan - Savolaxbanan - Siilinjärvi-Viinijärvi-banan - Sköldviksbanan - Stambanan - Sydbottenbanan - Säkyläbanan - Talvivaarabanan - Tammerfors-Björneborg-banan - Tammerfors-Haapamäki-banan - Tammerfors-Seinäjoki-banan - Torneå–Haparanda-banan - Uleåborg-Kontiomäki-banan - Uleåborg-Torneå-banan - Valkeakoskibanan - Vandaforsbanan - Vartiusbanan - Vasabanan - Vuonosbanan - Ämmänsaaribanan - Åbo-Toijala-banan - Österbottenbanan |

### Nedlagda bansträckor
- Kristinestadsbanan
- Martinniemibanan
- Nykarlebybanan
- Outokumpubanan
- Raajärvibanan
- Ristonahobanan
- Sotkamobanan

### Dubbelspår och flerspår

#### Fyrspåriga banavsnitt
- Helsingfors–Alberga
- Helsingfors–Kervo (Kytömaa)

#### Trespåriga banavsnitt
- Kyrölä–Purola
- Tammerfors–Sääksjärvi

#### Dubbelspåriga banavsnitt
- Alberga–Kyrkslätt
- Hoplax–Havukoski (Ringbanan)
- Kervo (Kytömaa)–Kyrölä
- Purola–Riihimäki–Sääksjärvi
- Kouvola–Juurikorpi
- Pohjois-Louko–Seinäjoki–Lappo
- Kervo (Kytömaa)–Hakosilta (Lahtis direktbana)
- Tammerfors–Lielahti
- Tammerfors (Järvensivu)–Orivesi
- Karleby–Ylivieska[2]